# Федосьино (Коломенский район)
Федосьино — село в Коломенском Городском округе Московской области. Население — 147 чел. (2010).

## Предприятия
ООО СХП «Проводник-Федосьино»

## Население
| 2002 | 2006 | 2010 |
| ---- | ---- | ---- |
| 191  | ↘177 | ↘147 |

## История

### Историческая справка
Первое упоминание о селе Федосьино относится к 1497 году. Это село входило в Большой Микулин стан, который был одним из крупнейших в Коломенском уезде.
Название села, по всей видимости, связано с именем его владелицы — Федосьи Толмач, дочери сына боярского, которая передала Федосьино «на речке Берёзовке» в Голутвинский монастырь.
Федосьино и позже не принадлежало частным лицам. В 60-е гг. XVIII в. село принадлежало Казённой палате крестьян, подведомственной Коллегии финансов Российской империи, находилось в Подберезинской волости и насчитывало более 200 душ. Эти владения по площади были довольно внушительными и ограничивались с севера рекой Осёнкой, с запада — рекой Дубровкой, а с востока — Грязновкой.
После административной реформы Екатерины II Большой Микулин стан был ликвидирован. Во второй половине XVIII века Федосьино вошло во 2-й стан Коломенского уезда и образовало собой Федосьинскую волость.
При селе Федосьино был земский приёмный покой в составе женщины-врача, фельдшерицы и акушерки, а в соседних Субботово и Подберезниках — земская школа и церковно-приходская школа.
По данным на 1894 год в селе были кузница и церковь, а также 1 трактир, 3 мелкотоварные и 1 чайная лавки. Село Федосьино стояло на Малинском тракте, относилось к третьему участку этой дороги (11 — 15 вёрсты) и являлось сборным пунктом на всём участке.
В 90-е гг. XIX века в Федосьино произошёл местный бунт (недоступная ссылка — история).
После революции 1917 года образовался Федосьинский сельсовет, по данным переписи 1926 года, в селе были агропункт, больница, ВИК, единое потребительское общество, изба-читальня. Федосьинский сельский совет вошёл в Коломенский район в 1929 году. На территории Федосьинского сельского совета был создан совхоз «Проводник», который занимался растениеводством, молочным и мясным животноводством.
В 2003 году объединились Федосьинский и Лукерьинский сельские округа в единый Федосьинский сельский округ. В 2005 году населённые пункты Федосьинского сельского округа вошли в состав сельского поселения Проводниковское с административным центром в посёлке Проводник. Сейчас село Федосьино входит в сельское поселение Проводниковское.

### Федосьинская волость
В Федосьинскую волость входили сёла и деревни:
- Богдановка
- Колодкино
- Павлеево
- Новоселки
- Коростыли
- Мякинино
- Новое
- Каменка
- Жуково
- Ильинское
- Печенцино
- Ляхово
- Лыково
- Субботово
- Якшино
- Подберезники

### Достопримечательности

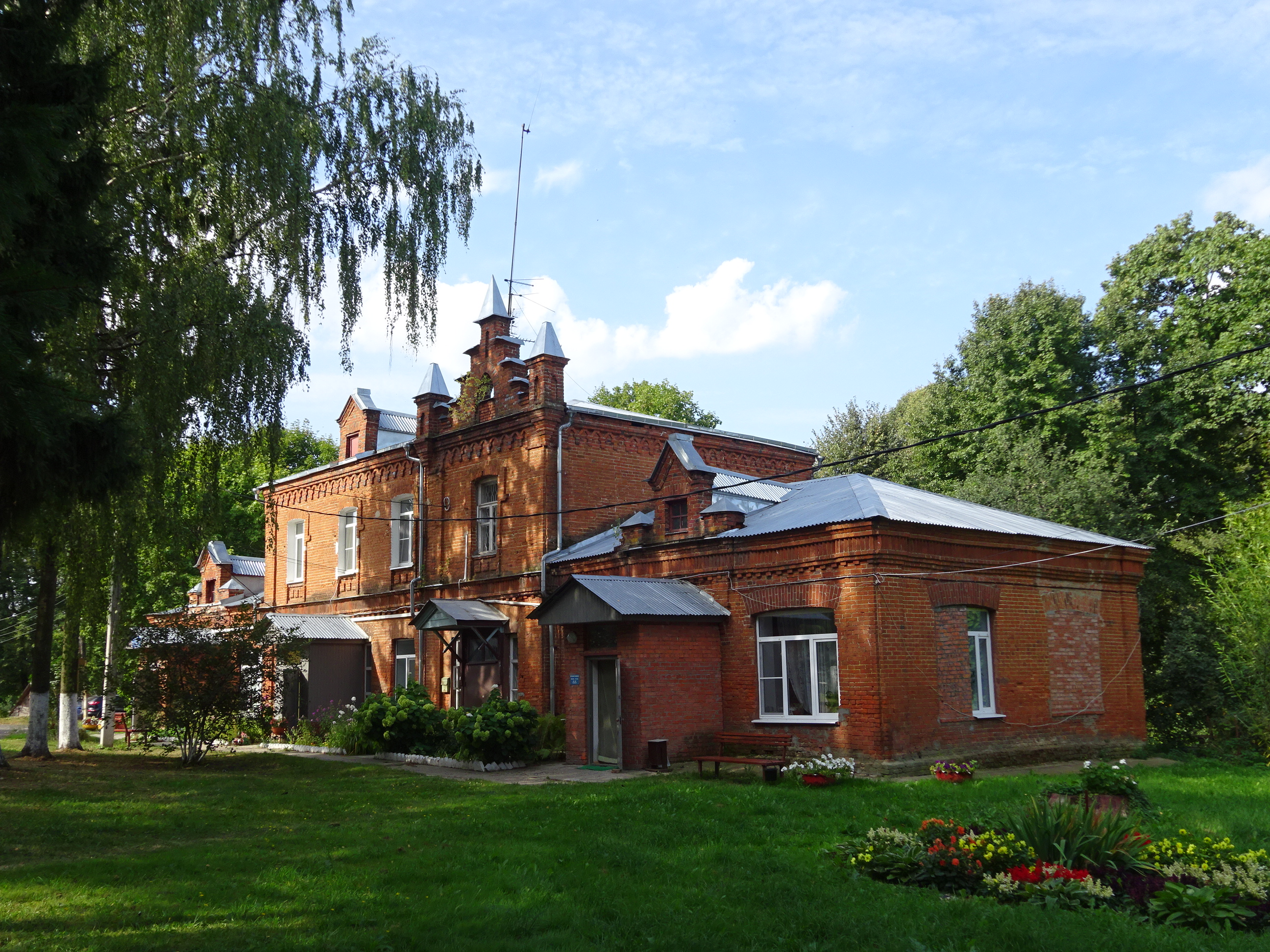
Земская больница в Федосьино

Федосьинская земская больница вошла в «Список памятников истории и культуры местного значения, находящихся на территории Московской области». Архивировано из оригинала 4 марта 2016 года.. Земская больница состоит из главного корпуса с жилым домом, кухней и палатным корпусом.

Также в селе находится деревянный крест, установленный здесь в 2005 году в память о сгоревшей церкви.

### Церковь
Трагична история древней Архангельской церкви. Она упоминается ещё в документах XVI века как деревянная ; судя по всему, неоднократно перестраивалась, приняв свой окончательный облик в 1762 году (колокольня в последний раз перестраивалась в 1869 году). Церковь Михаила Архенгела находилась на северо-восточной оконечности села. Храм был деревянный и сгорел в середине XX столетия. Церковь не стали восстанавливать, лишь в 2005 году был установлен деревянный крест в память о некогда находившемся здесь храме.
В 2019 году на месте креста была установлена часовня, имени церкви Михаила Архангела.